# Gecorporiseerd licht
Gecorporiseerd licht (of gematerialiseerd licht, gemanipuleerd licht) is een term die beschreven staat in diverse boeken waarin het thema ufologie aan bod komt. Volgens vele ooggetuigen van zogenaamde niet-geïdentificeerde vliegende objecten zouden er vormen van licht bestaan die de wetten van de fysica omzeilen, waarbij regelmatig compact uitziende lichtstralen worden gerapporteerd die zich traag gedragen, afbuigen, onder een scherpe hoek van richting veranderen, of op bepaalde punten afgesneden zijn. Verwantschap met natuurlijke lichtgevende verschijnselen, zoals de bolbliksem of het poollicht, kan een mogelijke verklaring zijn.
Julien Weverbergh, UFOnauten in opmars, hoofdstuk VI: En er zij licht!, blz 189:
- Wie enkele honderden rapporten aandachtig doorleest stuit herhaaldelijk op dergelijke details, die erop wijzen, dat er waarschijnlijk heel wat meer gematerialiseerde lichteffecten of gecorporiseerde lichten in de dossiers verborgen zitten dan het 20-tal voorbeelden dat ik heb verzameld. Jammer genoeg ontbrak het de getuigen meestal aan een adequate woordenschat om hun ervaring te formuleren, en aan de UFOlogen aan voldoende bekwaamheid om gegevens als het was geen straal als uit een projector verder en hardnekkig preciezer door getuigen te laten definiëren.

De term gecorporiseerd licht is afkomstig van de Braziliaanse meteoroloog en poolreiziger Rubens Junqueira Villela die in maart 1961 te Antarctica een atmosferisch lichtgevend verschijnsel had waargenomen waarvan hij vermoedde dat het om een nog onbekende vorm van luminescentie ging. Hij beschreef deze vorm van licht als gecorporiseerd .

## Waarnemingen

### Ringstead Bay, Engeland, 17 augustus 1876
Op 17 augustus 1876 stonden twee dames op de klif te Ringstead Bay en zagen zich omhuld door ontelbare lichtgevende bollen. Deze lichtbollen bewogen zich verticaal op en neer, afzonderlijk van elkaar, en hadden de afmetingen van biljartballen. Alhoewel deze lichtbollen de dames op relatief korte afstanden naderden konden ze niet aangeraakt worden. Ze zagen eruit als zeepbellen met iridescente kleuren. Ofschoon ze een gloeiende indruk gaven was hun licht niet pijnlijk aan de ogen. Tijdens het gebeuren werden geen geluiden gehoord.

### Een groot deel van Europa, 17 november 1882
Gedurende de indrukwekkende poollichtverschijning van 17 november 1882 nam Edward Maunder een vreemdsoortig lichtgevend hemelverschijnsel waar dat qua vorm vergeleken kon worden met een Zeppelin, een torpedo, een spoel, en een sigaar. Dit hemelverschijnsel werd ook gerapporteerd door de amateurastronoom John Rand Capron (1829-1888). Capron maakte er een tekening van die vervolgens veelvuldig werd gereproduceerd om in tal van boeken te verschijnen. Wat er toen precies werd waargenomen is steeds een bron van speculatie geweest.

### Mid-Lothian, Engeland, 23 juli 1885
Op 23 juli 1885, rond 10 uur in de avond, zag een groepje van vier personen zich omhuld door lichtgevende golven waarvan één persoon een elektrische schok als van een zwakke galvanische batterij gewaar werd.

### Ten zuiden van het eiland Jeju in de Noord Chinese zee, februari 1893
Zwevende roodachtige vuurbollen die deden denken aan lampions werden waargenomen boven het water van de Noord Chinese zee, ten zuiden van het eiland Jeju.

### Wales, Engeland, 1905
Gedurende de godsdienstige opleving van 1904-1905 in Wales, werden talrijke bolvormige lichtverschijnselen waargenomen. Deze lichtverschijnselen werden in verband gebracht met de ontmoetingen van mevrouw Mary Jones.

### Anderlues, België, 1909
Ten noordoosten van Anderlues nam de heer Houck op een moeilijk begaanbaar paadje van ongeveer 80 centimeter breedte een gloeiend lichtpuntje waar dat geleidelijk groeide tot het de afmeting van een tennisbal had en daarna de omvang van een voetbal. Het geheel had een witte kleur met oranje plekken. De lichtbal groeide verder aan tot het als een lange platte worst het gehele paadje afsloot, waarna de heer Houck ten gevolge van een opkomend angstgevoel het op een lopen zette, zich omdraaide, en zag dat het vertoonsel verdwenen was.

### Araçariguama, Sâo Paulo, Brazilië, februari 1946
Joâo Prestes Filho, leeftijd 40 jaar, een krachtige man in uitstekende gezondheid, werd na een vispartij met zijn vriend Salvador dos Santos tijdens het huiswaarts keren door een lichtbundel of lichtstraal van onbekende oorsprong geraakt, en takelde vervolgens zodanig af dat zijn lichaam reeds in ontbinding was kort voor hij overleed. Voor en na dit incident werden in de hemel boven de streek van Araçariguama vreemdsoortige lichtverschijnselen waargenomen.

### Kronoskogen-Ängelholm, Zweden, 18 mei 1946
De heer Gösta Carlsson merkte op 18 mei 1946 in Kronoskogen, nabij Ängelholm, Zweden, een geland schijfvormig object met diameter ongeveer 16 meter en hoogte 4 meter op. Aan een centrale mast van ongeveer 5 meter hoog was iets te zien dat op een lampenkap leek en een vreemd purperkleurig licht verspreidde dat niet alleen het hele object, maar ook de daar omheen liggende grond verlichtte. Dit licht, dat als een kaasstolp de gehele scène van de buitenwereld afsloot, vloeide en pulseerde als water van een fontein. Waar het de grond raakte kon de heer Carlsson vonken waarnemen.

### Trancas, Argentinië, 21 oktober 1963
Op 21 oktober 1963 werden te Trancas, Argentinië, perfect cilindervormige lichtstralen waargenomen die aan hun uiteinden abrupt afgesneden waren. De diameters van deze lichtstralen bedroegen drie meter. De bronnen van deze lichtstralen waren volgens de familie Moreno vreemdsoortige toestellen die boven een nabijgelegen spoorlijn zweefden. Daarbij werd ook een horizontaal geplaatste lichtbuis waargenomen waartegen zich silhouetten van humanoïde vormen aftekenden.

### Bendigo en Saint-Armand, Australië, 4 april 1966
Op 4 april 1966 bemerkte een 38-jarige Australische aannemer bij nacht tussen Bendigo en Saint-Armand langs de weg een verlichte omgekeerde afgeknotte kegel van ongeveer 7,50 meter hoog. Nadat zijn wagen uitviel, bogen de stralen van zijn koplampen zich naar het object toe. Toen het object wegvloog gedroegen de stralen van de koplampen zich terug normaal. Noch de straatverlichting noch het licht van de sterren gedroegen zich tijdens dit incident abnormaal.

### Cussac, Frankrijk, 29 augustus 1967
Twee kinderen te Cussac, Frankrijk, zagen op 29 augustus 1967 een vertrekkende lichtbol en vier kleine humanoïden die nog net op tijd konden instappen in de bol. Het instappen geschiedde op een ongewone manier, daar de vier humanoïden in de bol sprongen en er met het hoofd eerst in verdwenen, waarbij de vierde humanoïde zich blijkbaar had bedacht, terugkeerde naar de grond om iets op te rapen, vervolgens alsnog een eind mee naar boven vloog en in de bol verdween.

### Oka, Canada, 29 augustus 1967
Op 29 augustus 1967 nam een 13-jarige jongen te Oka, Canada, vanachter het badkamerraam een schotelvormig object van 10 meter breed en 5 meter hoog waar dat via een 12 meter lange vertikale cilindervormige lichtkolom, vanboven op het object, een kaasstolpvormig lichtgordijn om zich heen vormde. De jongen vergeleek dit verschijnsel met het watergordijn dat uit een tuinslang komt als de slang recht naar omhoog gehouden wordt, of als een treurwilg, of een met lucht gevulde plastic zak op een bord.

### Victoria, Canada, 1 augustus 1968
Op 1 augustus 1968 werd te Victoria, het uiterste zuidwesten van Canada, een object in de vorm van een gedeeltelijk afgeplatte bol waargenomen waaruit drie of vier lichtstralen ontstonden die abrupt op een zevental meter boven de grond tot stilstand kwamen. De grond onder de scherp afgetekende stralen was niet verlicht. De kleur van de stralen was een mengeling van rood en purper (magenta). Volgens P.H.Edwards werden er in het gebied van het Vancouvereiland (het uiterste zuidwesten van Canada) in de loop der jaren meerdere niet-geïdentificeerde objecten waargenomen.

### Villiers-en-Morvan, Frankrijk, 21 augustus 1968
Twee landbouwers te Villiers-en-Morvan, Frankrijk, namen op 21 augustus 1968 een helder verlicht gebied in het landschap waar, van waaruit een lichtbuis ontstond die hen vervolgens in hun veldwerkzaamheden volgde. Het scherp begrensde cirkelvormige of schijfvormige uiteinde van de lichtbuis vertoonde een spinnenwebachtig patroon dat uit lichtpunten bestond, en waarvan de punten zich snel bewogen als op een televisiescherm.

### Joinville, Brazilië, 27 september 1968
Op 27 september 1968 had te Joinville, Brazilië, een gesprek plaats tussen een ooggetuige en twee rechtopstaande 'licht'rechthoeken, die zich naast een geland object aftekenden. De uitwisseling van gedachten had telepathisch plaats.

### Vancouvereiland, Canada, 1 januari 1970
Op het Vancouvereiland in het westelijk gedeelte van Canada werd op 1 januari 1970 een eivormig object met een lichtstraal waargenomen die volgens ooggetuigen het meest weg had van een neonbuis, echter gebogen en gefragmenteerd in punten en strepen als het morse-alfabet.

### Embalse de Gabriel y Galán (Gabriel y Galán dam), Spanje, 27 maart 1970
Gedurende de vroege ochtenduren van 27 maart 1970 werd op 200 meter boven de Gabriel y Galán dam een schotelvormig object met diameter 12 à 15 meter waargenomen dat "rustte" op 10 à 12 sterke lichtstralen of lichtkolommen die allen naar de grond waren gericht. Volgens ooggetuige, een 40-jarige leraar, straalden ze een ongewone geel-groenachtige kleur uit dat deed denken aan fluorescerende lampen. De lichtkolommen zagen er scherp afgetekend uit en waren volgens ooggetuige als het ware 'ingekist'. Tegen het einde van de vertoning bewoog het object en werden de lichtkolommen bij elkaar gebracht zoals een vogel zijn vleugels intrekt. De lichtkolommen werden, bij wijze van spreken, samengevouwen.

### Tussen Kabdrup en Fjilstop, Denemarken, 13 augustus 1970
Op 13 augustus 1970 bevond de Deense politieofficier Evald Hansen Maarup zich tussen Kabdrup en Fjilstop, Denemarken, in een wit-blauwachtig licht, nadat zijn wagen geblokkeerd en de volledige elektrische installatie uitgeschakeld was. Het licht trok zich terug en door het raampje kon Maarup merken dat de basis van het kegelvormige licht een diameter van 4 à 5 meter had, terwijl de top ervan een groot en grijs ovaalvormig ding raakte. Het object straalde volgens Maarup geen licht uit, de lichtkegel was een voorwerp dat er lichtgevend uitzag. Maarup had, gedurende de 5 minuten durende vertoning, zijn wagen ondertussen verlaten, en zag dat de ruimte onder de zich terugtrekkende lichtkegel terug donker werd. De lichtkegel werd door het object opgeslorpt en verdween in een opening van één meter doorsnede.

### Châtel-Guyon, Frankrijk, 25 juli 1971
Op 25 juli 1972 werd te Châtel-Guyon, Frankrijk, een verticaal rechtopstaande regenboog waargenomen waarvan de dominerende kleur oranje was. De regenboog rees naar de heldere blauwe hemel waar geen wolkje te bespeuren was. Helemaal bovenaan was de boog als met een mes afgesneden.

### Tocopilla, Chili, 31 oktober 1971
Op zaterdag 31 oktober 1971 merkten drie handelsvertegenwoordigers te Tocopilla, Chili, een object op waaruit een lichtbundel ontstond die cirkels beschreef, alsof er iets werd gezocht. Het gehele landschap was licht als bij volle dag. Het vreemdste was echter, dat deze lichtbundel gebogen was, zoals een waterstraal uit een slang.

### Spanje, 22 juni 1972
De kamer van een Spaanse student kreeg op 22 juni 1972 het bezoek van een schijf met diameter 50 centimeter die de inboedel van de student aftastte met behulp van een door de schijf uitgezonden fijne compacte lichtstraal. De lichtstraal scheen daarbij veel belangstelling te vertonen voor de radio en de bandrecorder.

### Elzele, België, 4 juli 1972
Te Elzele (Ellezelles) nabij Ronse stond op 4 juli 1972 een jonge landbouwer in een weide precies in het midden van drie hoge blauwachtige lichtstralen die zich vanuit een fosforiserende wolk naar de grond uitstrekten en zich weer terugtrokken. Smal aan het vertrekpunt, werden ze allengs breder, om op één meter van de grond opnieuw te versmallen tot ze de grond slechts met een punt raakten.

### Alexânia, Brazilië, 29 juli 1972
Op 29 juli 1972 werd te Alexânia, Brazilië, een tridimensionele gematerialiseerde lichtzuil waargenomen. Deze lichtzuil richtte zich parallel aan drie andere dergelijke zuilen verticaal op vanuit een vlak boven de grond doodstil hangend object. Bovenaan eindigden de lichtzuilen vrij abrupt in vijfarmige sterren van eveneens gematerialiseerd licht.

### Taizé, Frankrijk, 12 augustus 1972
Gedurende de nacht van 11-12 augustus 1972 namen vier studenten in Taizé, Frankrijk, een somber uitziend kegelvormig of granaatvormig voorwerp met diameter 40 a 50 meter waar dat op een heuvelrug was geland. Gewapend met zaklampen besloten de jongelui het voorwerp te onderzoeken. Daarbij werd vastgesteld dat de stralen van de zaklampen, schijnend in de richting van het voorwerp, onder hoeken van 90° verticaal naar boven werden gebroken en in lichtkracht niet afnamen maar verhelderden.

### Alexânia, Brazilië, 2 september 1972
Op 2 september 1972 beschreven Braziliaanse hogere militairen te Alexânia een object dat eruitzag als een lichtblok van 15 à 20 meter breed en 5 à 8 meter hoog. Van een schotelvormig vaartuig zoals de populaire ufologie beschrijft was hier helemaal geen sprake.

### S.T.E.V.E. (Strong Thermal Emission Velocity Enhancement)
Een regelmatig terugkerend item in de ufoliteratuur is het verschijnen van een nachtelijke hemeloverspannende helderwitte boog of band, gerelateerd aan het verschijnsel poollicht. Dit helderwitte (of soms ook wel witroze of witgroene) bandvormige verschijnsel kreeg het officieel erkende acroniem S.T.E.V.E. (Strong Thermal Emission Velocity Enhancement). Het werd reeds vermeld in de nieuwsberichten van de vorige eeuw, alsook in deze van de eeuw daarvóór.

## Televisiedocumentaires
- The Marfa Lights (Flashback Television / National Geographic Channel), waarin de volgende wetenschappers aan het woord komen: David Akers, Jim Byerlee, Paul Devereux, John Derr, David Fryberger, Michael Persinger, en Erling Strand (Project Hessdalen).

## Gecorporiseerd licht in sciencefiction
In de reeks interplanetaire verhalen omtrent de belevenissen van stripheld Luc Orient, bedacht door auteur Michel Regnier (Greg) en tekenaar Eddy Paape, komt het thema gecorporiseerd licht veelvuldig aan bod. De ruimteschepen van de op technologisch gebied hoogontwikkelde beschaving van de extrasolaire planeet Terango zijn voorzien van begaanbare lichtbruggen om het in- en uitstappen te vergemakkelijken. Ook in de verhalen omtrent de stripheldin Yoko Tsuno en de hoogontwikkelde beschaving van de intergalactische planeet Vinea, bedacht door auteur en tekenaar Roger Leloup, komt gecorporiseerd licht aan bod.
Het bekendste voorbeeld van gecorporiseerd licht in sciencefiction is het lichtzwaard uit de Star Wars films, alsook holografie.
Een geval van traag licht is te zien in de film The Man Who Fell to Earth. In deze film stijgt een heldere lichtbundel traag op vanuit het wateroppervlak van een meer.
Een ander geval van traag licht is te zien in de film Close Encounters of the Third Kind, waarin de wagen van het hoofdpersonage Roy Neary (Richard Dreyfuss) beschenen wordt door een laaghangend object, waarbij Neary zelf van bovenaf mentale gegevens ontvangt omtrent een kegelvormige bergachtige massa die later in de film van pas zouden komen om zijn uiteindelijke doel te vinden: Devils Tower.
In de film Star Trek: The Motion Picture bestaat de helderwitte onderzoekssonde die plots op de brug van de Enterprise verschijnt uit een verticaal geplaatste bundel gecorporiseerd licht.

## Gecorporiseerd licht in de esoterie
In het boek Uri Geller... magisch fenomeen? van Andrija Puharich (1974) zijn een groot aantal waarnemingen van gecorporiseerd licht vermeld. Deze waarnemingen vonden plaats in de omgevingen van Jaffa en Tel Aviv (Israël).